# Primo Victoria
Primo Victoria es el primer álbum de estudio de la banda de heavy metal sueca Sabaton. Es su primer álbum con el sello Black Lodge Records.

## Lista de canciones
Toda la música compuesta por Joakim Brodén. 
| N.º   | Título                                 | Letras                       | Tema | Duración |  |
| 1.    | «Primo Victoria» (Primero la Victoria) | Joakim Brodén, Pär Sundström | Batalla de Normandía también denominada Operación Overlord.                                                | 4:10     |  |
| 2.    | «Reign of Terror» (Reino del terror)   | Brodén, Sundström            | Saddam Hussein y la Operación Tormenta del Desierto también denominada primera guerra del Golfo.           | 3:51     |  |
| 3.    | «Panzer Battalion» (Batallón Panzer)   | Brodén                       | Historia de los batallones de tanques norteamericanos en la Invasión de Irak de 2003                       | 5:09     |  |
| 4.    | «Wolfpack»                             | Brodén                       | Ataque de la Wolfpack Hecht al convoy ON 92 en la Batalla del Atlántico durante la Segunda Guerra Mundial. | 5:55     |  |
| 5.    | «Counterstrike» (Contraataque)         | Brodén, Sundström            | La guerra de los Seis Días                                                                                 | 3:48     |  |
| 6.    | «Stalingrad» (Stalingrado)             | Brodén                       | La Batalla de Stalingrado                                                                                  | 5:18     |  |
| 7.    | «Into the Fire» (En el fuego)          | Brodén, Sundström            | Uso de napalm en la guerra de Vietnam                                                                      | 3:25     |  |
| 8.    | «Purple Heart» (Corazón púrpura)       | Sundström                    | Miembros en servicio que han muerto en combate y han ganado la condecoración Corazón Púrpura.              | 5:07     |  |
| 9.    | «Metal Machine» (Máquina de metal)     | Brodén                       | Un tributo al heavy metal                                                                                  | 4:22     |  |
| 41:05 |                                        |                              | |          |  |

| Pistas adicionales de ediciones re-armadas |                                                          |          |  |
| N.º                                        | Título                                                   | Duración |  |
| 10.                                        | «The March to War» (La marcha de la guerra)              | 1:21     |  |
| 11.                                        | «Shotgun» (Escopeta)                                     | 3:14     |  |
| 12.                                        | «Into the Fire (Vivo en Falun 2008)»                     | 4:08     |  |
| 13.                                        | «Rise of Evil (Vivo en Falun 2008)» (El ascenso del mal) | 8:03     |  |
| 14.                                        | «The Beast» (Versionada de Twisted Sister)               | 3:11     |  |
| 15.                                        | «Dead Soldier's Waltz» (El vals del soldado muerto)      | 1:21     |  |
| 21:18                                      |                                                          |          |  |

## Alineación de la banda
- Joakim Brodén - Voz y Teclado
- Rickard Sundén - Guitarra y coro
- Oskar Montelius - Guitarra y coro
- Pär Sundström - Bajo
- Daniel Mullback - Batería

- Datos: Q780874